# Exploração sustentável

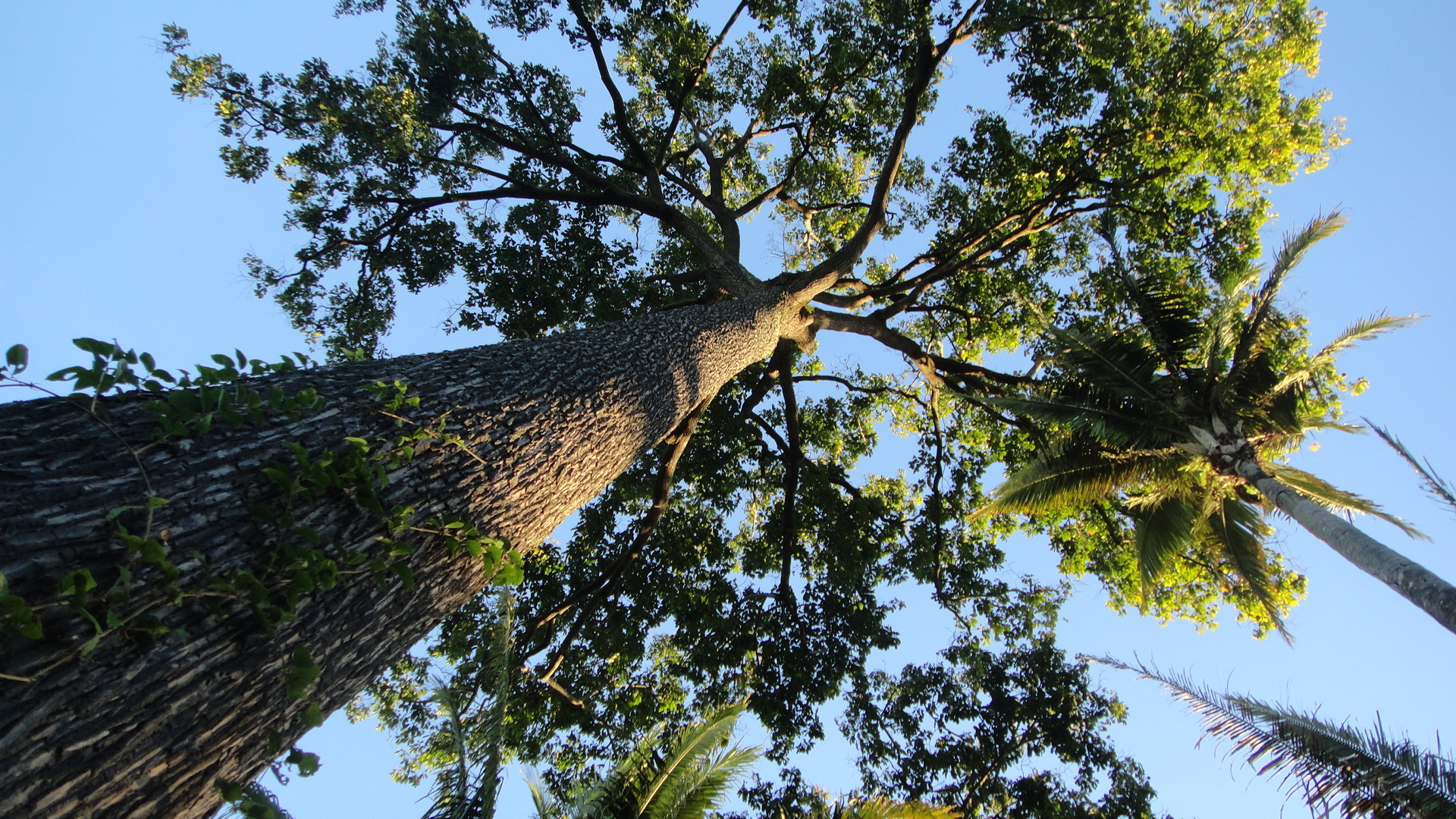
Um castanheiro-do-pará, árvore da Amazônia.

Exploração Sustentável é o uso dos recursos naturais disponíveis para fazer com que os seres humanos consigam desenvolver suas atividades necessárias para seu desenvolvimento de maneira que não venha prejudicar ou destruir a mesma, preservando e evitando o máximo possível qualquer impacto negativo ao meio ambiente, gerando uma melhor qualidade de vida para as gerações atuais e futuras.
Com o crescimento contínuo de organizações ambientalistas e o aumento da consciência da população em geral, a discussão sobre a importância da preservação, e de uma exploração que garanta a diversidade das florestas a longo prazo, está cada vez mais crescente. Sobretudo, no meio empresarial, as práticas voltadas á exploração sustentável dos recursos e dos potenciais dos principais biomas brasileiros vítimas de desmatamentos generalizados, são ainda extremamente minoritárias. A exploração de florestas nativas sem o devido cuidado com a sustentabilidade dos remanescentes florestais, bem como o aumento na demando por madeira, associado á expansão da fronteira agrícola e pecuária, têm contribuído para a elevação no nível de desmatamento no país. O crescimento da extração e o consumo dos recursos biológicos, vem trazendo consequências negativas para os ecossistemas e também para a população humana, com a destruição dos habitats, poluição do meio ambiente e extinção de espécies.
Um exemplo muito comum do uso descontrolado dos recursos naturais, que vai de contra partida a exploração sustentável, é a exploração descontrolada e sem precedentes de madeira nas florestas nacionais, como por exemplo a floresta Amazônica, em que se mostra uma atividade que gera enormes impactos ambientais. Sendo, na maioria das vezes irreversíveis, apesar de promover o desenvolvimento econômico, deixa de lado a busca por um avanço que venha ser vantajoso para a comunidade e para o meio ambiente, deixando incertas as condições futuras do ecossistema nessas localidades.

## Posicionamento Legislativo

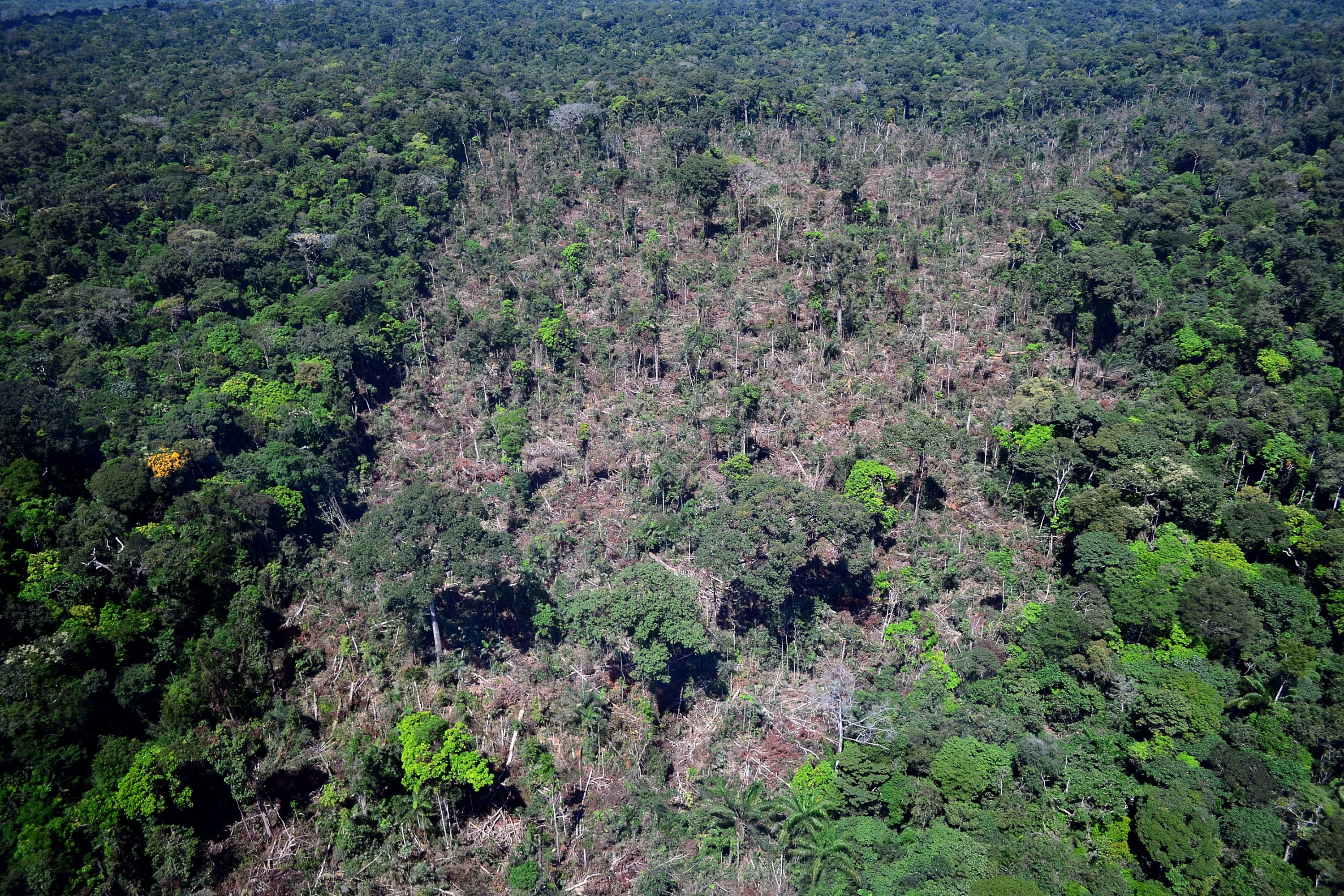
Árvores derrubadas em área de exploração ilegal de madeira.

A possibilidade de aliar a exploração da madeira sem agressão ao meio ambiente natural, sem prejudicar o desenvolvimento econômico e trazer benefícios a todos, é o grande exponencial da exploração sustentável.  Com o Princípio do Desenvolvimento Sustentável, diante da legislação vigente no país, principalmente após o surgimento de diplomas como o Código Florestal, instituído pela Lei 4.771/65 e a Constituição Federal de 1988, pesquisa-se sobre a viabilidade da atividade madeireira no Brasil. Dessa forma, analisa-se a existência de um equilíbrio nos procedimentos exploratórios atuais com a legislação. A grande questão que preocupa o cenário atual do Direito Ambiental, é se há sustentabilidade nas formas de exploração dos recursos naturais, mais especificamente a madeira encontrada nas matas brasileiras.

### Projeto de Lei do Senado (PLS 77/2015)
Foi desenvolvido um Projeto de Lei do Senado (PLS 77/2015), que regulamenta a exploração sustentável dos recursos naturais da Amazônia Legal e do Cerrado. No texto, são traçadas regras para a exploração mineral em áreas degradadas e programas ambientais remunerados pelos serviços ambientais instituídos pelo governo, para a concessão de benefícios ao pequeno produtor rural. A elaboração do Zoneamento Ecológico-Econômico da Amazônia Legal, é uma previsão do projeto, que defende a criação de medidas emergenciais para minimizar o impacto dos danos ao meio ambiente, levando em consideração as áreas a serem conservadas e as áreas críticas.
O objetivo, é compensar as áreas degradadas e assegurar a exploração sustentável dos biomas, garantindo, assim, “a salvaguarda da biodiversidade, da saúde humana, dos valores paisagísticos, estéticos e turísticos, do regime hídrico e da estabilidade social”.

## Floresta Amazônica e a Exploração Sustentável
Na Reserva de Desenvolvimento Sustentável Mamirauá, na região do Médio Solimões, no Estado do Amazonas, pesquisadores do Instituto de Desenvolvimento Sustentável Mamirauá (IDSM), vinculado ao Ministério da Ciência e Tecnologia (MCT), projetam e criam, planos de manejo para exploração sustentável dos recursos madeireiros em áreas de florestas amazônicas inundáveis. O objetivo é equilibrar a preservação da floresta, a exploração da madeira, a biodiversidade das espécies de árvores ameaçadas de extinção, juntamente com o atendimento das necessidades econômicas da população. Esse modelo implantado, estimula as comunidades locais e conta com ampla participação das mesma, formando uma ligação entre saberes tradicionais e informações tecno-científicas, visando otimizar os resultados do projeto.

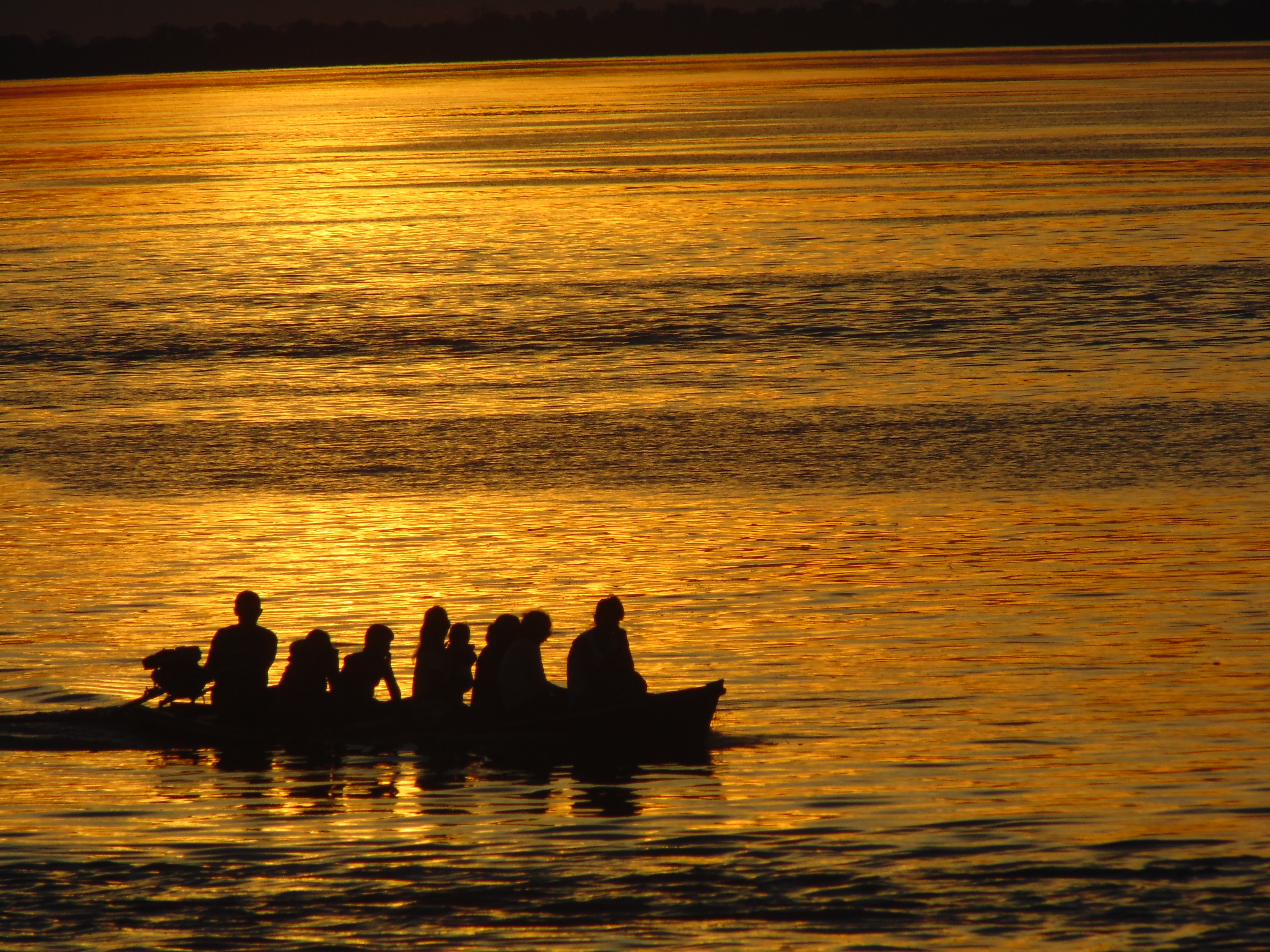
Moradores ribeirinhos navegando pelo Rio Solimões (Amazônia)

### Modelo comunitário de exploração sustentável da madeira Amazônica
A princípio, os cientistas fazem um mapeamento participativo da área junto com a população, e escolhem a área de uso florestal destinada a cada comunidade, promovendo negociações intercomunitárias. As mesmas, recebem apoio para discutir os estatutos criados pelas próprias associações, que são legalizadas, tornando-se responsáveis pela exploração econômica dos recursos madeireiros.
São designados critérios para definir as árvores a serem retiradas e as que vão permanecer, estabelecendo um limite de extração de cinco árvores por hectare. Dessa forma, a preocupação em minimizar danos à mata e seguir a legislação em vigor ajuda à organização da exploração, de modo a reduzir os danos á floresta e garantir que apenas as árvores selecionadas sejam derrubadas. A identificação de parcerias com madeireiras e usuários é estabelecida, afim de estabelecer negociações para a compra da madeira manejada.
O modelo está se expandido cada vez mais para toda a área da reserva, que inicialmente foi implantado em uma área de 260 mil hectares. O projeto também avalia a sustentabilidade do manejo para divulgação e difusão do modelo e acompanha como o manejo florestal afeta a renda familiar.